# Indieditum subnilgiri
Indieditum subnilgiri là một loài bướm đêm thuộc họ Erebidae. Nó được tìm thấy ở Nilgiri Hills of miền nam Ấn Độ.
Sải cánh dài khoảng 10 mm. 